# 삼성고등학교
삼성고등학교(三聖高等學校)는 대한민국 서울특별시 관악구 신림동에 있는 공립 고등학교이다.

## 학교 연혁
- 1986년 1월 12일 : 삼성고등학교 설립 인가(36학급)
- 1987년 3월 1일 : 김동수 초대 교장 취임
- 1987년 4월 27일 : 개교 기념식 거행
- 1990년 2월 20일 : 제1회 졸업(720명)
- 1993년 6월 30일 : 체육관 준공
- 2008년 9월 11일 : 자율학습실, 교직원 식당 리모델링
- 2008년 10월 31일 : 학교공원화 사업 완료
- 2022년 2월 8일 : 제33회 졸업식(135명) 총 13,296명
- 2022년 3월 2일 : 제36회 신입생 (109명) 입학
- 2022년 9월 1일 : 제15대 김낙영 교장 취임

## 참고 자료
- 삼성고등학교 - 한국교육학술정보원 학교알리미